# Notacija Strukturbericht
Notacija Strukturbericht  je (delno) sistematična metoda zapisovanja specifikacij kristalnih struktur. Ime je dobila po časopisu Strukturbericht, v katerem se specifikacije objavljajo. 
Zapis je sestavljen iz osnovnega simbola, kateremu sledi niz črk in/ali številk, ki so lahko ali pa tudi ne zapisane kot indeksi. Oznake niso tako sistematične kot Pearsonov simbol in za razliko od Pearsonovega simbola opisujejo konkretno strukturo in ne  minerala. Enako strukturo ima lahko več mineralov, ki se med seboj razlikujejo po vrstah atomov. 
Izjema v sistemu je zaradi zgodovinskih razlogov struktura A15, ki bi morala pripadati enemu od elementov, v resnici pa pripada spojini Cr3Si.

## Osnovni simboli
| Notacija Strukturbericht | Tip kristala            |
| ------------------------ | ----------------------- |
| A                        | Elementi (enoatomski)   |
| B                        | Spojine AB              |
| C                        | Spojine AB2             |
| D                        | Spojine Am Bn           |
| E, F, …, K               | Bolj kompleksne spojine |
| L                        | Zlitine                 |
| O                        | Organske spojine        |
| S                        | Silikati                |

V kategorijo "zlitine" spadajo takšne zlitine, ki imajo organizirano strukturo, se pravi da imajo lastno kristalno rešetko, atomi pa morajo biti v stehiometrijskem razmerju. Zlitina AuCu ima  na primer strukturo L10, v kateri so v ogliščih ploskovno centrirane kocke in na sredini dveh nasprotnih ploskev atomi zlata (Au), na sredini ostalih štirih ploskev pa so atomi bakra (Cu).

## A: elementi
- γ-Fe (austenit), ploskovno centrirana kocka: A1
- α-Fe, Na, telesno centrirana kocka:A2
- Mg, heksagonalni gosti sklad: A3
- Diamant (C), silicij (Si): A4
- Grafit (C): A9
- Jod (I2), klor (Cl2): A14
- Črni fosfor (P): A17

- Ah: enostavna kocka
- A1: ploskovno centrirana kocka
- A2: telesno centrirana kocka
- A3: heksagonalni gosti sklad
- A4: silicij
- A9: grafit
- A14: klor
- A17: črni fosfor

## B: spojine AB (binarne spojine)
- NaCl: B1
- CsCl: B2
- Sfalerit (cinkova svetlica, α-ZnS): B3
- Würtzit ((Zn,Fe)S)): B4

- B1: cezijev fluorid
- B2: cezijev klorid
- B3: bakrov(I) fluorid
- B4: Wurtzit

## C: spojine AB2
- Fluorit (CaF2): C1
- Pirit (FeS2): C2
- Kuprit (Cu2O): C3
- Rutil (TiO2): C4
- Anatas (TiO2<): C5

- C1: cerijev(IV) oksid, CeO2
- C2: pirit
- C3: bakrov(I) oksid
- C3: bakrov(I) oksid
- C4: rutil
- C5: anatas

## D: spojine AmBn
- Cementit (Fe3C): D011
- Korund (Al2O3): D51;

- D51: korund
- D51: korund

## E: kompleksne spojine
- Halkopirit (CuFeS2): E11
- Perovskit: E21

- E11: halkopirit
- E21: perovskit

## H: kompleksne spojine
- spinel (MgAl2O4): H11

- H11: spinel

## L: zlitine
- heussler (AlCu2Mn): L21

## Vir
- http://cst-www.nrl.navy.mil/lattice/struk/index.html Arhivirano 2010-08-19 na Wayback Machine.